# Chuột chù Kẻ Gỗ
Chuột chù Kẻ Gỗ, tên khoa học Crocidura kegoensis, là một loài động vật có vú trong họ Chuột chù, bộ Soricomorpha. Loài này được Lunde, Musser & Ziegler mô tả năm 2005. Chúng là loài động vật đặc hữu của Việt Nam, được phát hiện tại Khu bảo tồn thiên nhiên quốc gia Kẻ Gỗ thuộc tỉnh Hà Tĩnh.